# 유교

유교의 심볼

유교(儒敎)는 중국 춘추시대(기원전 770~403) 말기에 공자(孔子)가 체계화한 사상인 유학(儒學)의 학문을 이르는 말로, 동아시아 특유의 종교 및 철학 체계이다. 시조 공자의 이름을 따서 공교(孔敎)라고도 한다. 지켜야 할 인륜 명분(名分)에 대한 가르침이라고 하여 명교(名敎)라고도 한다.
유교의 특징 또는 핵심 사상은 수기치인(修己治人)으로, 유교가 실현하고자 하는 진리 구현의 방식이 수기치인이다. 수기치인은 자신의 몸과 마음을 닦은 후에 남을 다스리는 것으로서 위정자가 갖추어야 할 덕목이다. 즉, 유교는 자기 자신의 수양에 힘쓰고 천하를 이상적으로 다스리는 것을 목표로 하는 학문이며 또한 그것을 향한 실천이라고도 할 수 있다.
권선징악적 세계관을 가지고 있으며 유학자들의 역사 서술에서도 권선징악이 자주 등장하나 실제 역사에서 권선징악의 진실 여부는 알 수 없다. 실제로 유학자들이 있으나 귀족 세력이 멀쩡하여 역사 서술에 참여할 수 있었던 지역들은 권선징악적 역사와는 거리가 멀며 보다 실증적이다.
유교는 전국시대(기원전 403~221)에는 제자백가의 하나인 유가(儒家)로 등장했지만, 전한의 무제(재위 기원전 141~87) 때 국가 정통의 학문이 된 후로는 중국의 학문과 사상계를 대표하게 되어 현대의 중국에 이르기까지 중국의 정치와 국민생활에 영향을 주었다.
유교의 주류는 전국시대에는 맹자로 대표되는 내성파의 학문과 순자로 대표되는 숭례파의 학문, 한나라와 당나라 시대의 훈고학과 경학, 송나라 시대의 성리학, 명나라 시대의 양명학, 청나라 시대의 고증학 등으로 발전 또는 변천되었다. 한나라 때 시작된 양천 신분제의 기원으로 양천제는 유교적 도덕성에 따라서 모든 인민을 양·천이라는 두 집단으로 구분하고 양자의 법제적 지위를 대칭적으로 설정하여 각각 상이한 권리·의무를 부여하는 것이라 할 수 있었다. 춘추전국 귀족들에 대항했던 사상으로 귀족적 사회나 인간상보다 좌파적이거나 포퓰리즘에 가까운 내용들이 고대부터 많았다. 따라서 진시황이나 항우 같은 귀족들은 유학자들을 탄압하기도 했으며 근대의 중국에선 양계초가 자본주의란 병을 약인 공산주의로도 고칠 수 없다고 말할 정도로 유학자들은 중국에 공산주의 사상을 전파하는데 많은 기여를 했다.

## 역사

### 개요
공자가 사망한 후 공자의 제자들은 증자(曾子) · 자사(子思)의 계통에 속하는 내성파(內省派)와 자하(子夏) · 자유(子遊)의 계통에 이어지는 숭례파(崇禮派)의 2파로 나뉘었다. 그 후 내성파의 전통은 맹자에게로 이어졌고 숭례파의 전통은 순자에게로 이어졌다. 그리고 순자의 사상은 제자백가의 법가가 사상의 한 유파로서 성립될 수 있는 근거를 주어 한비자 등에 의해 법가가 성립되었다.
한나라와 당나라 시대에 훈고학과 경학이 성립 · 발달하였다. 한나라 시대에서 《시》와 《서》 외에 《역》·《예》·《춘추》가 경서에 추가돼서 오경이 성립되었다.
송나라(960~1279) 시대에 성리학이 성립되었다. 성리학에서는 선진시대(先秦時代: 기원전 221년 이전) 유학의 도통(道通: 유학의 도가 전해져 이어온 계통)이 강조됨으로써 공자 · 증자 · 자사 · 맹자의 내성파의 계보가 중시되어 공자의 《논어》, 증자의 《대학》, 자사의 《중용》, 맹자의 《맹자》의 4서가 성립되었다.
명나라 시대에서는 양명학이 성립되었고, 청나라 시대에서 고증학이 크게 흥기하였다.

### 성립
유교는 시조 공자의 이름을 따서 공교(孔敎)라고도 하는데, 그 내용은 신분의 존비와 인애(仁愛)를 근본으로 하면서 수신(修身) · 제가(齊家) · 치국(治國) · 평천하(平天下)의 길을 가르치는 일종의 정치학 · 윤리학이다. 따라서 유학이라고도 한다.
공자는 자기의 교학(敎學)이 정교일치(政敎一致)의 성덕(聖德)을 갖춘 옛 성왕(聖王, 선왕)들의 도(道)에 합치하는 것으로 생각했다. 또한 이 "선왕의 도"는 주공(周公)을 비롯하여 주 왕조의 창설자들에 의해 밝혀져서 《시(詩)》나 《서(書)》 등의 경전(經典, 경서)에 수록되어 있다고 생각했다.
공자의 사상은 전국 시대에는 맹자(孟子) · 순자(筍子) 등에 의해서 계승되어 진(秦) · 한(漢)에 미쳤는데, 이 시기에 이르러서 《시》와 《서》 외에 《역(易)》·《예(禮)》·《춘추(春秋)》가 경서에 추가돼서 오경(五經)이 성립되었다. 오경의 성립은 중국인 공통의 규범이나 신앙이 유가 사상을 핵으로 하여 집대성되었다는 것을 의미한다.
한나라의 무제는 전 중국의 지배자로서의 한왕조의 권위를 이데올로기 면에서 정당화하기 위하여 동중서(董仲舒) 등의 협력을 얻어 유교를 한제국 공허(公許)의 학문으로 채용하였다. 이것으로 유교는 강대한 전제 권력에 의해서 전면적으로 지지를 얻게 되고 관료와 그 후보자적 존재에게 있어서는 필수적인 교양이 되었다. 따라서 이전에 유교가 재야 여러 학문의 하나였던 때에 비해서 유교는 차차 그 사상적 내용의 긴장성을 잃어갔다.

### 발전
유교는 춘추전국시대 이후 한나라, 당나라, 송나라, 명나라, 청나라 등 고대 및 중세를 거쳐 변함 없이 중국의 대표적 이데올로기였다. 일시적으로 도교나 불교가 국가 핵심 이념이 될 때도 있었지만, 어디까지나 근본은 유교였다. 유교는 고대의 훈고학적 유교를 거쳐 송나라 때 신유학과 도교의 형이상학적 개념을 받아들여 주자와 정자에 의해 성리학으로 발전하였다.
성리학은 한국으로 건너와 조선왕조의 국가 이데올로기로서 자리잡는 등 한국에 큰 영향을 주었다. 명나라 때는 사변적인 성리학에 대한 반발로 왕양명에 의해 양명학이 등장하였다. 양명학은 사물의 이치를 파악 이전에 마음의 선천적인 앎의 능력인 양지(良知)를 강조하였다. 조선 후기 북학파, 실학에 큰 영향을 주었으며, 강화도를 중심으로한 강화학파의 학문이기도 하였다. 청나라에 이르러 객관적인 증거에 의한 실증적이고 귀납적인 연구를 강조하는 고증학이 크게 흥기하였다.
유교는 동북 아시아, 즉 한국과 일본 등 중국의 인접 국가를 비롯한 나라에도 지대한 영향을 미쳐 특히 한국의 경우 삼국시대 이후 고려를 거쳐 조선 왕조 때에는 국가 지배 이념이 되었다. 또한 동남아에서는 베트남이 유일한 유교국가이다.

### 변천
본래 공자의 유교라는 것은 인류 보편적 질서, 인간 내면의 심미적인 부분을 중점을 두는 내용이었다. 또한 고대 사회의 야만스러운 풍속을 정리 하기를 원했으므로 사회 본편적 질서, 계급 간의 상호 존중, 등을 이론화하였다.
한나라 시대 초기에는 순장도 존재하였고, 왕족 간의 근친혼도 존재하였다. 이것은 유교가 통치 이념이었지만 당시에는 교리화되지 않았으므로 세부적 제반 사항이 존재하지 않았던 이유이다. 한나라 시대는 유교 이론은 자연스러웠고 성리학의 획일성, 계급성을 내포하지는 않았다. 한나라 중기를 거쳐 후대에 이르면 유교가 어느 정도 자리 잡고 순장, 근친혼은 사라지게 되었다. 그러나 명나라 시대와 같이 여성의 평생 순결을 강조하거나, 지나친 계급 체제의 합리화는 유교에 존재하지 않았다.
성리학은 유교를 바탕으로 하고 있으나, 본질적으로 다른 요소가 포함된다. 유교 추종자들은 공자의 이상을 교리화하고 강제해야 한다는 믿음을 가졌던 것으로 이해되며, 성리학으로 발전 시킨다. 또한 명나라 시대에는 권력자에게 충성을 다하고, 지배 체제를 강화화기 위하여 성리학 이론을 이용하게 되었다.
명나라는 성리학을 이용하여 사회를 통제하기를 원했다. 이런 현상은 조선도 마찬가지였다. 성리학이 고려 후기 혼란스러운 상황을 정리하는데 도움이 되었으나, 후기로 갈수록 지나치게 계급화되고 교리화는 문제가 발생하였다. 또한 여성에게 가혹한 법칙들이 생겨났다. 성리학의 이와같은 문제들은 비난의 대상이 되었고, 성리학이 유교 이론에서 파생되었다는 근거 때문에 유교도 비난하는 사람들도 생겨났다.
그러나 성리학에 제기된 문제 때문에 유교를 전면적으로 부정하는 이론 또한 문제가 있다. 공자가 유교를 창시하였으나, 그 후 맹자, 순자 등을 거쳐 변형이 되었고, 명나라 때의 성리학은 공자가 창제한 유교와 같다고 하기에는 도그마적인 요소가 너무 많았다.
따라서 공자가 창시한 유교, 맹자와 순자가 개량한 유교, 교리화된 성리학은 분리되어 다루어져야 한다. 실제로 그 이론들도 철학적 요소가 다르며, 그것이 적용되는 양상도 시대에 따라 모두 달랐다. 한나라 시대 유교가 국가 이념이었으나, 명나라 시대와 같이 억압적인 규칙이 없었던 것이 그것을 증명하고 있다.

## 사상
유교(儒敎) · 유가(儒家) 또는 유학(儒學)은 본래 춘추시대 말부터 전국시대에 걸쳐서 배출된 제자백가(諸子百家) 중의 한 학파에 불과했으나 한나라(漢) 왕조의 권력 안정과 함께 그 통치를 정당화하는 이론으로서 중시되어 중국의 정치사상 중에서 정통적 지위를 차지하게 되었다. 그리하여 중국에 왕조 정치 체제가 존속한 2천년 동안 유학은 국가의 질서를 뒷받침하는 교학(敎學, 즉 儒敎)으로서 정통사상의 지위를 계속 차지하였다. 그 오랜 기간 동안에 유학은 각 시대의 정치 상황이나 다른 사상과의 관계에 대응하여 그 내용을 변화시켜 전개하였다.
"유(儒)"라는 명칭의 뜻은 사람을 뜻하는 글자(人)와 “필요하다“라는 뜻의 한자(需)가 쓰였는데, 이에 알 수 있듯이 당시에 '춘추전국시대'라는 난세 속에서 각 나라 사이에서의 전쟁과 내부적인 혼란을 수습하고 혼란한 정세 속에서 살아남기 위해 수많은 인재들이 필요하였었는데, 유(儒)는 그러한 상황 속에서 "필요한 인재들" 혹은 "필요로 하는 인재들"이라는 의미를 지니고 있다.
귀족들의 지배를 받던 과거에는 귀족적인 모습도 갖추며 발전하였으나 후기로 갈수록 민중적이 되었으며 귀족적 잔재가 많이 남은 유교는 일본에서 볼 수 있다. 한족들은 이 사상을 바탕으로 귀족들을 제거하려고 했고 그 결과 한족 귀족들은 한민족이나 야마토 민족의 귀족들과 달리 이른 시기에 전멸하고 말았다. 우리나라나 일본은 귀족들이 사라지지 않았기 때문에 유교에 있어서도 귀족의 영향력이 강했다. 우리나라의 경우 삼국 시절은 물론 고려까지는 귀족 세력이 만만치 않았으며 조선도 초기 혹은 사림 집권 전까지 귀족 출신은 물론 제주 고씨처럼 전보다는 망했으나 특별히 내세울 게 없어도 그냥 음서 같은 특권을 얻거나 양반, 사대부 취급인 대우를 받기도 했다. 순수 상민 출신과 양반 비율을 어떻게 정하느냐에 따라 애매할 수 있으나 사림 세력의 팽창 이후 더욱 강해진 중국화에 따라 중인 취급(?)을 받는 옛 귀족들도 많아졌으며 이들은 다시 귀족 출신인 사실이 유리해진 일제강점기 때 재기에 성공하기도 했다.
동아시아의 전근대 이전 민본주의나 능력주의를 담당하여서 유교사상의 특징 또는 핵심 사상은 수기치인(修己治人)의 학(學), 즉 자기 자신의 수양에 힘쓰고 천하를 이상적으로 다스리는 것을 목표로 삼는 학문이며 왕도 정치를 향한 실천이라고도 할 수 있다. 그러나 하버드 중국사에 의하면 유교는 내부 통합은 몰라도 외부의 위협에 그렇게 도움이 되지 않았다고 한다. 그런 시각에 의하면 유학자들은 스스로 가진 힘으로 지배층이 될 수 없는 존재였으며 유교적 기질이 강했던 한송명 왕조는 적대자들에게 지나치게 많은 수혜를 베풀었고 이는 정복을 당하는 원인이 되기도 했다. 반면에 귀족들은 유학자들보다 실리를 추구하여 중국에 더 나은 번영과 결과를 가져왔을 수도 있다.

#### 수기
수기(修己), 즉 자기(己)를 닦는다(修)는 것은 개개인의 선천적인 도덕성을 신뢰하여 그것을 정직하게 신장(伸長)하려고 노력하는 일이다. 맹자(孟子)의 성선설(性善說)은 그것을 가장 잘 나타내고 있다. 그러므로 유교에서는 자기의 도덕성의 완성을 목표로 하는 사람을 군자라 하여 존중하고 그렇지 않은 사람은 소인이라 하여 배척했다.
덕(德)의 양성을 위해서 유교는 배우는 일과 아는 일을 중시한다. 그 학습 대상은 궁정(宮廷)같은데 보존되어 있는 옛 예악의 관례나 고사(故事)를 전한 《시경(詩經)》·《서경(書經)》 등의 고전이다. 그것들의 전통을 배움으로써 그 형식에 포함된 옛 성현들의 정신을 획득하려 한다. 따라서 전통을 지켜가면서 거기에 새로운 의미를 부가해 나가려고 한다.
이러한 점은 천(天)이나 귀신(鬼神: 사후의 영혼)에 대한 태도에도 일관(一貫)되어 나타나 있다. 인간의 선천적인 도덕성을 중시하는 입장에서는 인력(人力)을 초월한 천(天)의 위력이나 귀신(鬼神)의 재앙 등은 무시해야 할 것이나 유교는 가면 갈수록 선대로부터 내려온 그것들에 대한 신앙을 완전히 버리지 않는다. 천(天)은 역시 운명을 지배하는 것이요, 귀신은 멀리해야 하는 것으로 본다.

#### 치인
유교의 이상은 "나를 닦는다(수기(修己))"는 일만으로는 안 된다. 《대학(大學)》에 있는 것과 같이 몸을 닦는 일(수신(修身))로부터 시작하여 집을 가지런히 하고(제가(齊家)), 나라를 다스리고(치국(治國)), 천하를 평(平)하게 하는 데(평천하(平天下)) 도달해야 한다. 반드시 치인(治人), 즉 사람을 다스리는 일이 학문의 궁극적 목표가 되어야 하는 것이다. 그런 의미에서 유학은 어디까지나 치자(治者)를 위한 학(學)이다.
치자(治者)는 위로는 황제로부터 아래로는 일반 관료를 포함한다. 그러한 치자(治者)의 자격을 갖는 계층에 대하여 어떻게 백성을 다스릴 것인가, 어떻게 하면 백성이 다스려질까를 말하는 학문이 유학이다. 그 경우 중시된 것이 법률에 의하여 백성을 엄하게 통치하는 것보다는 교화에 의하여 저절로 백성을 치자가 의욕(意慾)하는 방향으로 인도한다고 하는 방식이었다. 맹자의 덕치주의(德治主義) 또는 왕도정치(王道政治)는 이를 대표한다. 그러한 교화의 측면을 구비한 학설을 자칭할 때 대체로 유학(儒學)이라는 말보다는 유교(儒敎)라는 말을 쓴다.
교화(敎化)의 학(學)으로서의 유교는 결코 개인의 정신적 구제를 목적으로 삼는 종교와는 다르다. 사람을 다스리는 일(치인(治人))을 구극(究極)의 목표로 삼기 때문에 유교는 현실에 존재하는 국가권력을 처음부터 무시한다거나 그로부터 도피한다거나 하지 않는다. 오히려 적극적으로 치자(治者) 계급의 일원이 되려고 한다. 그렇지만 그 때에도 정치가 유교 계통의 교화의 사상과 일치하여 행하여지는 것을 기대한다. 그런 점에서 너무 무도한 정치에 대하여는 용감하게 비판을 가하는 일도 있으며 왕조의 교체를 혁명(革命) 이론에 의하여 정당화하는 역할도 과감히 한다.

### 능동적 변화
이상과 같은 성격을 갖는 유교사상은 백가쟁명(百家爭鳴)의 전국시대(戰國時代)에 있어서는 당연히 타학파의 맹렬한 비판을 받게 되었다. 예컨대 혈연관계를 중시하고 예악 등의 의례를 존중하는 학설은 겸애(兼愛) · 상현(尙賢) · 비악(非樂) · 절장(節葬) 등을 주장하는 묵가(墨家)에 의하여 비판되었다. 그리고 인간의 선천적인 도덕성에 신뢰의 기초를 두는 학설은 권력이 군주를 중심으로 일원적(一元的)으로 강화(強化)되는 상태를 지향하는 법가(法家)에 의하여 배격되었다. 또 치자(治者)의 일원이 되어 이상적 정치 실현에 광분하는 태도는 인위적인 노력의 한계나 허무함을 깨달은 도가로부터 조소를 받았다.
그러한 비판이나 조소 속에서 전통(傳統)과 중용(中庸)을 지키려고 노력한 것이 유교였다고 할 수 있다. 유교사상은 또한 타학파의 비판과 공격에 견디기 위하여 타학파의 학설 중 그 장점을 섭취하는 일을 서슴지 않았다.
예컨대 전국시대 말기의 순자(荀子)는 법가나 도가의 이론을 교묘하게 유교의 체계 속에 받아들였으며, 한나라(漢) 시대의 동중서(董仲舒)는 음양오행설(陰陽五行說)이나 천인상관설(天人相關說)을 대폭적으로 채택하여 시대의 요청에 순응하는 이론을 만들어냈다. 정정(政情)의 불안정이 계속된 위진남북조시대(魏晋南北朝時代)에서는 유교사상은 불교나 노장사상(老莊思想)의 공격을 받았지만 후에 불교와 도교에 대한 유교의 도통(道統)에 대한 자각이 당나라(唐) 시대 중기에 일어나 송나라(宋) 시대에 이르러서는 불교와 도교의 장점을 취하여 신유학(新儒學)인 성리학(性理學)을 성립시켰다. 청나라(淸) 말기에 중국이 위기에 빠졌을 무렵에, 서양의 입헌군주제(立憲君主制) 등을 공양학(公羊學)의 체계에 포괄해 설명한 캉유웨이(康有爲)의 학설이 출현한 것도 이상과 같은 유교사상의 특질이 나타난 한 양상이다

## 유교의 경전
- 사서: 논어, 맹자, 대학, 중용
- 오경: 시경, 서경, 역경, 예기, 춘추

## 유학자

### 중국의 유학자
| - 공자 - 증자 - 자사 | - 맹자 - 주돈이 - 장재 | - 정호 - 정이 - 주희 |

### 한국의 유학자
| - 안향 - 정몽주 - 김숙자 - 김종직 - 정여창 - 김굉필 - 김일손 - 조광조 | - 김안국 - 서경덕 - 이언적 - 조식 - 이황 - 김인후 - 기대승 - 이이 | - 송익필 - 성혼 - 김장생 - 김집 - 서사선 - 송시열 - 박세채 - 이항로 - 기정진 |

## 유교와 종교
유교가 종교인가 하는 문제에 대한 논란이 있다.
현대적 의미에서 유교는 원론적으로 유학(儒學)·유학사상(儒學思想)이라 함과 대차 없는 것으로 종교는 아니다. 곧 인(仁)으로써 모든 도덕을 일관하는 최고 이념을 삼아 수신(修身)·제가(齊家)·치국(治國)·평천하(平天下)를 이룩함을 목표로 하는 일종의 윤리학·정치학이라 할 수 있다.
이에 따라 교주, 교리, 교단, 내세 관념 등의 가변적이거나 매우 희박하므로 종교가 갖춰야 할 것을 가지지 못한 하나의 통치 사상(이념)에 불과하다고 보는 주장, 본질적으로는 종교라고 할 수 없으나 다른 사상과 종교를 억압하면서 스스로 종교적 성격을 자초한 측면이 크다는 주장, 그리고 근대의 서구적 학문이나 분류 개념을 대입할 때 종교적 색채가 강하게 드러난다는 주장 등이 그것이다. 종교가 아니라고 할 때에는 유학(儒學)이라고 표기하는 것이 일반적이다.

## 도통
도통(道統)이란 "유학의 참 정신이 전해 내려온 큰 흐름", 즉 유교에서 그 사상이 전해지는 정통적인 계보를 뜻한다.
《맹자》에서는 도통을 요(堯) · 순(舜) · 우(禹) · 탕(湯) · 문왕(文王) · 공자 순으로 제시하고 있다. 한유(韓愈)는 《원도(原道)》에서 맹자의 도통에 대하여 공자 앞에 무왕(武王)과 주공(周公)을 더하고, 공자의 도가 맹자로 이어지는 것으로 파악했다. 여기에 주자(朱子)가 공자 뒤에 증자(曾子)와 자사(子思)를 추가하고, 이것이 맹자를 거쳐 자신의 스승인 정호(程顥) · 정이(程頤)에게 이어진다고 하여 도통을 확립하였다.
그리하여, 주자(朱子) 시대의 유교계에서는 다음과 같은 일련의 학문 계통을 의식적으로 구성하고 있었으며, 당신의 유학을 도통(道統)의 학(學)이라는 뜻에서 도학(道學)이라 불렀다. 도학은 정주학(程朱學) · 주자학(朱子學) · 이학(理學) · 이기학(理氣學) · 성리학(性理學) · 성명의 학(性命의 學) 등으로 호칭되면서 송나라 시대의 대표적 학자와 사상가를 포괄하고 있었다.
주자의 도통
- 요(堯: 기원전 2356?~2255?[14])
- 순(舜: 기원전 23~22세기?)
- 우(禹: fl. 기원전 2070?)
- 탕(湯: fl. 기원전 1600?)
- 문왕(文王: 기원전 12~11세기?)
- 무왕(武王: 기원전 ?~기원전 1043?)
- 주공(周公: fl. 기원전 1046?)
- 공자(孔子: 기원전 551~479)
- 증자(曾子: 기원전 505~435) · 안자(顔子, 안회: 기원전 521?~491?)
- 자사(子思: 기원전 483?~402?)
- 맹자(孟子: 기원전 372?~289?)
- 주자(周子, 주돈이: 1017~1073)
- 장자(張子, 장재: 1020~1077) · 정자(程子: 정호(程顥: 1032~1085)와 정이(程頤: 1033~1107))
- 주자(朱子: 1130~1200)

## 참고 문헌
- 이 문서에는 다음커뮤니케이션(현 카카오)에서 GFDL 또는 CC-SA 라이선스로 배포한 글로벌 세계대백과사전의 〈동양사상 > 동양의 사상 > 중국의 사상 > 제자백가의 사상 > 유가의 사상〉 항목을 기초로 작성된 글이 포함되어 있습니다.

## 같이 보기
- 한국의 유교
- 일본의 유교
- 성균관
- 향교
- 서원